# فرودگاه منگونا
فرودگاه منگونا (به انگلیسی: Manguna Airport) یک فرودگاه با کد یاتا MFO است . این فرودگاه در شهر منگونا کشور پاپوآ گینه نو قرار دارد و در ارتفاع ۳۷ متری از سطح دریا واقع شده است.